# Joe Frank
Pour les articles homonymes, voir Frank.
 (novembre 2022).
Joe Frank, né Joseph Langermann, le 19 août 1938 à Strasbourg et mort le 15 janvier 2018 à Beverly Hills est un écrivain, enseignant et interprète de radio américain d'origine française connu pour ses monologues et drames radiophoniques souvent philosophiques, humoristiques, surréalistes et parfois absurdes qu'il enregistrait souvent en collaboration avec ses amis, des acteurs de cinéma ou des membres de sa famille, parmi lesquels figuraient Larry Block, Debi Mae West et Arthur Miller.